# Hannah Neumann
Hannah Neumann (ur. 3 kwietnia 1984 w Spirze) – niemiecka polityk i politolog, deputowana do Parlamentu Europejskiego IX i X kadencji.

## Życiorys
Absolwentka medioznawstwa na Technische Universität Ilmenau i politologii na Wolnym Uniwersytecie Berlińskim. Na drugiej z tych uczelni uzyskała doktorat, biorąc w międzyczasie udział w projektach badawczych m.in. na University of Liberia. Pracowała w instytucie naukowym w ramach DGAP, niemieckiej organizacji pozarządowej zajmującej się stosunkami międzynarodowymi. Zajęła się także prowadzeniem własnej działalności konsultingowej. Kierowała projektami z zakresu utrzymywania i budowania pokoju, finansowanymi m.in. przez Fundację im. Friedricha Eberta.
Od 2013 działaczka niemieckich Zielonych. W latach 2013–2016 kierowała biurem dwóch parlamentarzystów tego ugrupowania. Objęła funkcję przewodniczącej Zielonych w berlińskiej dzielnicy Lichtenberg.
W wyborach w 2019 z listy swojej partii uzyskała mandat eurodeputowanej IX kadencji. Z powodzeniem ubiegała się o poselską reelekcję w 2024.